# Hartai bútorkészítés

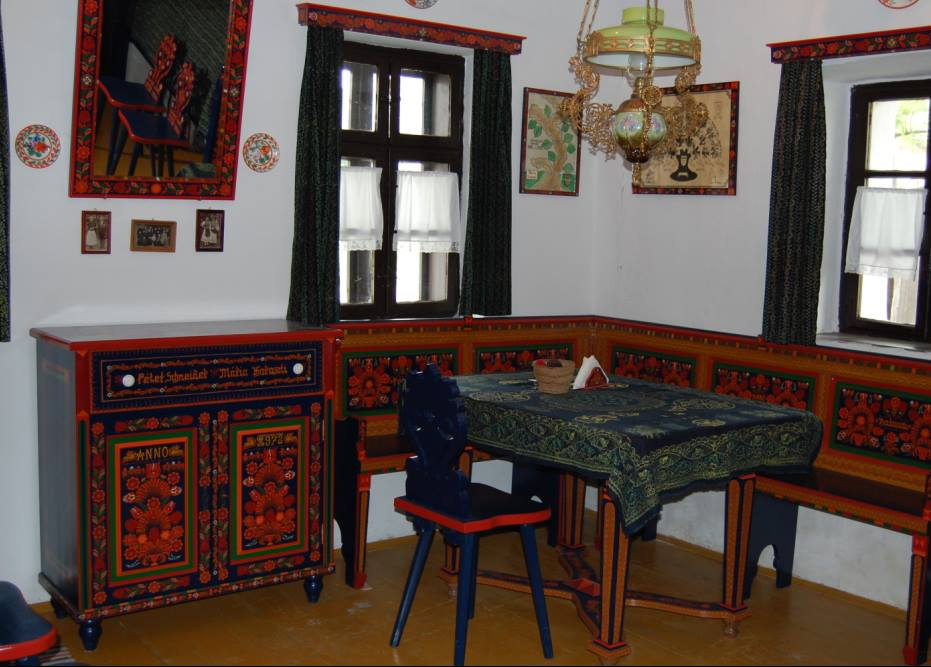
Hartai étkező festett bútorokkal

A hartai bútorkészítés jellegzetes termékei, a festett bútorok a közép-magyarországi Harta községből származó népművészeti, iparos termékek, melyek mind mennyiségükből adódóan, mind díszítettségükben kitűnnek a magyarországi népi bútorgyártók alkotásai közül.

## Történelmi háttér
Hartában a festett bútorok kultúrája a 18. század elején kezdődött. Ekkorra a város török pusztítások következtében elnéptelenedett, és a népességhiánnyal küzdő településre az akkori földesúr, Gróf Ráday Pál Hessenből, Pfalz-vidékről és Speyerből, Württembergből, valamint német családokat telepített . 
A hagyomány szerint az első 16 német család hívás nélkül, tutajokon (németül Ulmer Schalchtel) érkezett Magyarországra a Dunán, innen ered a Dunai sváb (németül Donauschwaben) elnevezés.
Ez a német vándorlási folyamat kulturális hatást gyakorolt a helység népművészetére. Azt azonban, hogy ez a behatás milyen mértékű volt, nehéz megmondani, mivel az addigi hartai bútorfestészetről, és arról, hogy a letelepedő német családok milyen kultúrjavakat hoztak magukkal a bútorkészítés terén, nem maradt fenn értékelhető történeti forrás. Nehéz megmondani, hogy a ma ismert hartai bútorkészítés mely elemei tekinthetőek tradicionálisan magyarnak, és melyek hagyományosan németnek.

## A hartai lakóházak
A lakóházak a Duna–Tisza közén általánosnak tekinthető, közép-magyarországi háztípushoz tartoznak. A házak jó minőségűek, építésükkor igyekeztek minél jobban szolid megjelenésre törekedni. A házakat úgy építették meg, hogy az oromzati oldala nézzen az utcára, a telekhatár mentén pedig egy tűzfal védje az épületeket. Építészetükben a nyugati stílusjegyek is megmutatkoztak, mégpedig abban, hogy a bejárat a konyhára nyílott. Nagy szerepet játszott a tisztaság, a falakat képek és virágdíszes tányérok ékesítették.

## A festett bútorok
A bútorfestészet szempontjából Magyarországon Komárom városa nagy jelentőséggel bírt, ugyanis a hartai bútorfestők is innen vettek át bizonyos díszítési motívumokat, vagy azok elhelyezésének ötleteit, amelyeket később a saját ízlésüknek megfelelően formáltak. Kezdetben a minták, amelyek általában virágminták válogatott kompozíciójából álltak, (pl. kosárba vagy kehelybe állított virágcsokor, tulipán, gyöngyvirág) csak bele voltak vésve a bútorokba, de nem voltak kifestve.
A reneszánsz stílus nagy hatással volt a motívumok alakulására, ugyanis a 19-20. századtól egyre rikítóbbá váltak a bútorok. Ehhez hozzájárult az ipar fejlődése is, aminek révén még több színt tudtak előállítani. Bútorok díszítésekor előszeretettel használták az intarzia technikáját (pl. hatágú csillag kör alakba illesztése eltérő faanyagból). 
Az efféle bútorok készítésére alkalmas műhely általában a lakóházzal egy telken belül volt található. Bútorok készítéséhez leggyakrabban kőrisfát, juharfát vagy gyümölcsfákat használtak, amelyeket más településen élő fakereskedőktől vásároltak, és a Dunán szállítottak Hartára. Megjegyezhetjük tehát, hogy az áradások végett átkos folyó mégis fontos szerepet töltött be a falu megélhetésében. Voltak, akik hajózással foglalkoztak, így a fa és egyéb termékek szállítmányozásával ők sem maradtak munka nélkül.
A műhely nagysága attól függött, hogy hány embert foglalkoztattak ott. (Többnyire a mester és néhány tanítványa volt jelen.)
A hartai bútorkészítők eszköztárát tekintve nem sokban térnek el más európai bútorkészítőktől. (Esetleg kiemelhető, hogy a környező országokban nagyobb volt a színapparátus, már az iparosodás előtt is.) Legfontosabb kellékek közé sorolhatóak a gyaluk és fűrészek különböző fajtái, amelyekkel a változatos, sablonok alapján előre megrajzolt mintákat kivágják a fából. Ezt a folyamatot a formázás követi, megannyi csiszolási technika segítségével, majd pedig a darabok pontos összeillesztése. 

### Festékanyagok, a festés technikája
A 18-19. század között a természet által nyújtott lehetőségekből igyekeztek különböző színeket kinyerni, mint például ólomból fehéret, rézből vegyi úton zöldet (ezekről később bebizonyosodott, hogy habár minőségüket tekintve kiváló színező anyagok, az egészségre káros anyagokat tartalmaznak), koromból pedig a fekete színt (e három színen kívül további alapszínnek nevezhető színek voltak: a kék, a piros, a sárga és árnyalataik). Ebben az időszakban jellemző, volt a lágy, kevésbé rikító színek használata, azonban a kontúrokra már ekkor is nagy hangsúlyt fektettek. 
A 19. század elejére megjelentek a gyári porfestékek, amelyeket otthon tejjel és olajjal kevertek kenhető állagúvá. Később, az olajfesték megjelenésekor, természetesen a hartai bútorkészítők is átálltak az efféle festék használatára. Megfigyelhetjük, hogy általában a bútorok alapszíne a kék, amelyre később, különböző ecsetekkel, és ecsetvonási technikákkal piros, zöld, fehér és sárga színű mintákat festenek. Ezután az ilyen módon elkészített bútorokat ragyogóan fényesre lakkozák.

### Bútorok, berendezési tárgyak
Az akkoriban Hartán élő magyarországi németek házaiban megfigyelhetünk bizonyos „kötelező elemeknek” tekinthető berendezési tárgyakat. Ezek például a színezett véséssel és virágmintákkal dekorált ruhás szekrények és lófejes ágytámlák (amelyek gyakran a nők hozományának részei voltak), valamint ülőalkalmatosságok és asztalok megannyi változata. Ezeken a használati eszközökön általában feltüntették a tulajdonos nevét és a készítés évét. A kisebb leveles ládikákat általában a szerelmespárok ajándékozták egymásnak.
A lakások berendezési tárgyai közül fontos szerepet játszottak a különböző asztalok, ugyanis megannyi változata volt jelen a ház minden szobájában (nyári és téli étkező asztal, konyhai asztal, ezen felül volt egy asztalka a kamrában, és külön egy a disznóvágáshoz). Természetesen ezek a tárgyak is díszítettek voltak, a 19. századig csillagminta berakással, később azonban elkezdték befesteni őket.

## Bútorkészítők manapság
1945 után sajnálattal tapasztalták a helyi művészek, hogy alkotásaikra egyre kisebb a kereslet és az igény is. A fiatalabb generáció ugyanis nagyobb érdeklődést mutatott az új „polgári” politúrozott bútorok irányába. Ebből kifolyólag a legtöbb asztalos család napjainkra eltűnt, alig maradtak néhányan, akik továbbra is életben kívánják tartani a hartai svábok bútorkészítésének és festészetének hagyományait.

## Galéria

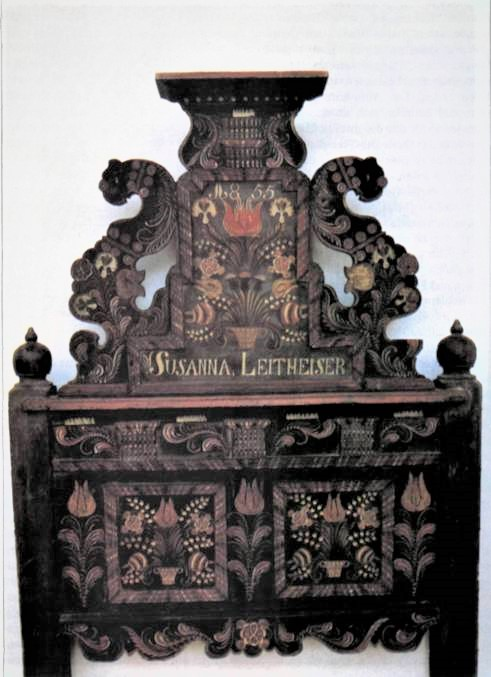
Lófejes ágytámla 1855-ből, amely Susanne Leitheiser részére készült hozományként (Kast asztalos család alkotása)
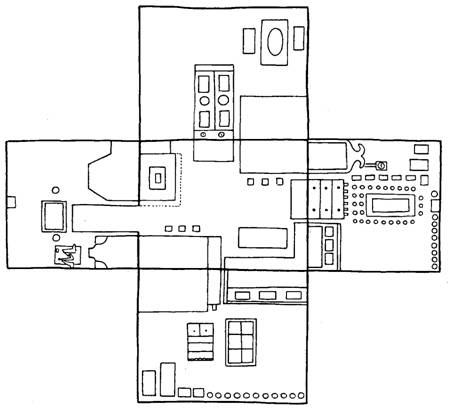
Bútorok elrendezése az elülső szobában
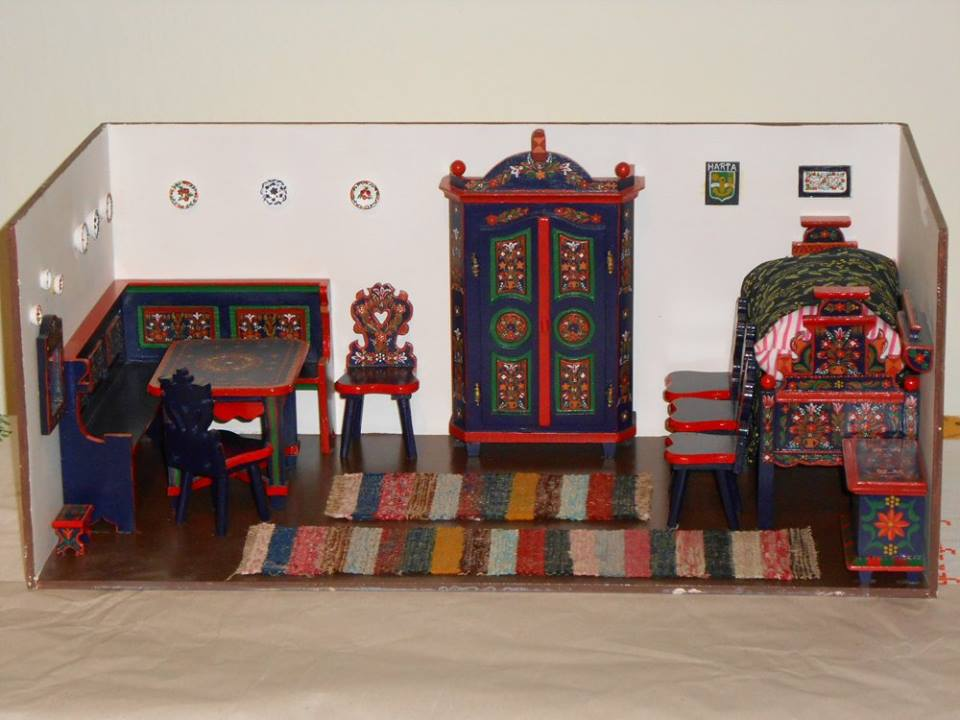
Hartai sváb szoba makettje
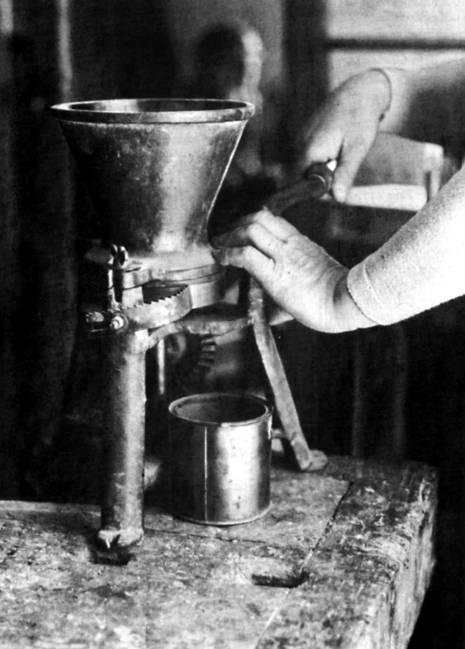
Festékkeverő öntöttvasból, használata az olajfestékek megjelenése előtt volt jellemző
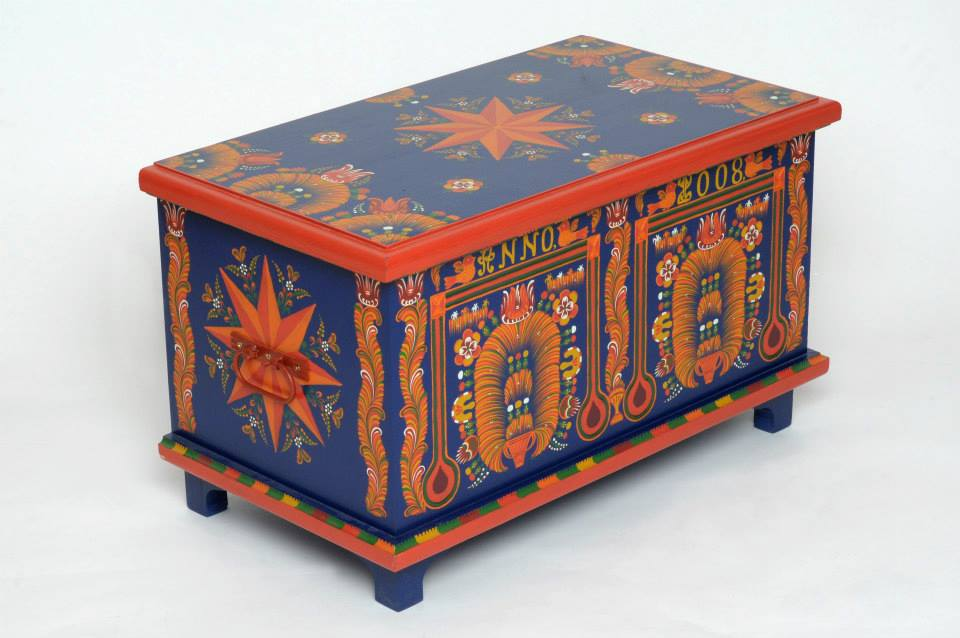
Hartai tulipános láda
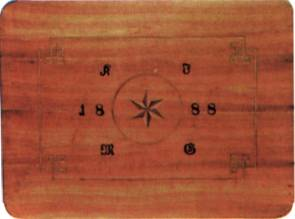
Asztal lapjára beillesztett csillagminta 1888-ból
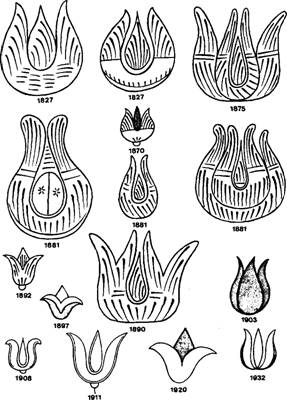
Tulipánmotívumok alakulása az elmúlt 150 évben